# Camerino delle Duchesse

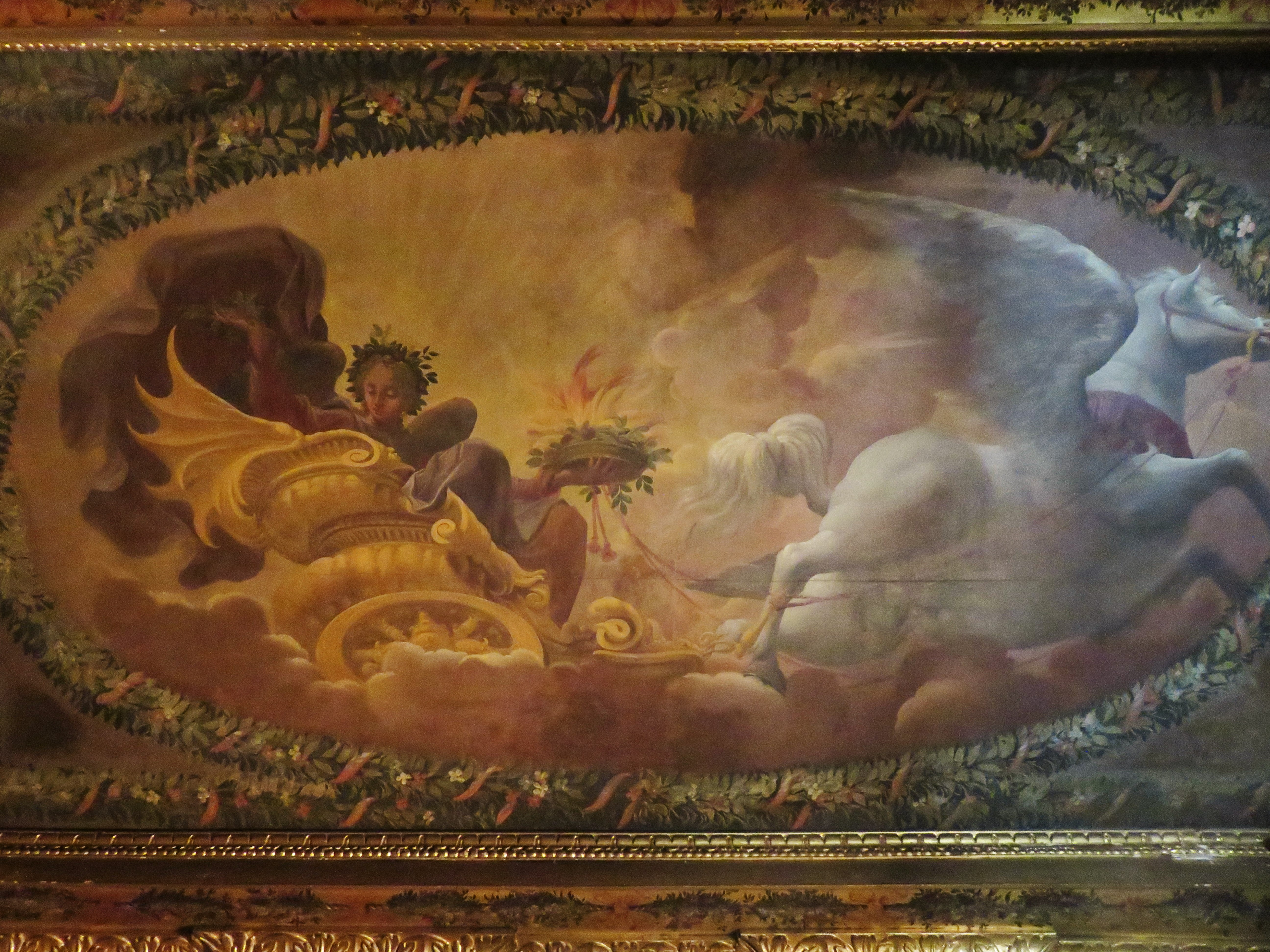
L'Aurora con il Carro del Sole, affresco del soffitto.

Il Camerino delle Duchesse è una piccola stanza che si trova al piano nobile dell'ala settentrionale del Palazzo Municipale di Ferrara.

## Storia
L'antico ed originario Palazzo ducale di Ferrara venne ampliato con un'ala che sorge di fronte al Palazzo Arcivescovile, posto accanto alla cattedrale di San Giorgio. Sino ad un incendio che la danneggiò gravemente, nel 1532, questa parte dell'edificio aveva un loggiato simile a quello che si può ammirare in piazza Savonarola, e vi si trovavano sale riccamente adornate.
Tale struttura chiamata la Loggia di Piazza, nata da un progetto di Biagio Rossetti (l'architetto di corte di Ercole I d'Este), univa idealmente la parte vecchia del palazzo con la parte nuova sino ad arrivare alla parte più settentrionale dell'intero corpo dell'edificio. Al piano terreno vi si trovavano i Portici Camerini ai quali aveva lavorato negli ultimi anni della sua vita anche l'architetto Galasso Alghisi. Questi, oltre a partecipare alla costruzione del campanile della chiesa di San Cristoforo alla Certosa, intervenne infatti in vari cantieri nella città di Ferrara, come ad esempio nel Castello Estense e nel palazzo ducale, quindi anche nella parte che ospitava il Camerino.
Il Camerino delle Duchesse venne così ricavato nella sua forma nella prima metà del XVI secolo, nel corso delle ricostruzioni che seguirono l'incendio, e fu probabilmente pensato come spazio riservato a Eleonora e Lucrezia, figlie del duca Ercole II d'Este.
Le due duchesse per molti anni vissero a corte e le loro vicende personali le spinsero a trattenersi a lungo in ambienti riservati e raccolti. Il Camerino quindi si rivelò uno spazio di elezione sia per curare abbigliamento e toeletta sia per riscaldarsi nel periodo invernale, essendo di piccole dimensioni.

### Utilizzo dopo il periodo estense
Questo spazio venne utilizzato sia quando lo Stato Pontificio, con la devoluzione di Ferrara, assunse il controllo locale sia nel periodo successivo. Il Giudice dei Savi di Ferrara, massima carica cittadina deputata all'amministrazione economica della città, usò questo Camerino come ufficio. Quando poi il palazzo fu sede del Municipio il Camerino divenne parte della segreteria comunale.

## Caratteristiche
È un ambiente di piccole dimensioni che ci è giunto quasi intatto. Presenta dipinti di soggetto mitologico con ricche decorazioni su pannelli lignei. Fu portato a compimento da Camillo Filippi e dai figli Cesare e Sebastiano, detto Il Bastianino, tra il 1555 e il 1560 circa, e il risultato del loro lavoro fu notevole.
Le tavole che si possono ammirare nello lo stanzino sono di rara bellezza e testimoniano la ricercatezza e il gusto per l'arte manifestati dalla corte estense, inoltre permettono di ricostruire l'aspetto che dovevano possedere ambienti che andarono perduti in un incendio che colpì il palazzo nella prima metà del Cinquecento.

## Galleria d'immagini

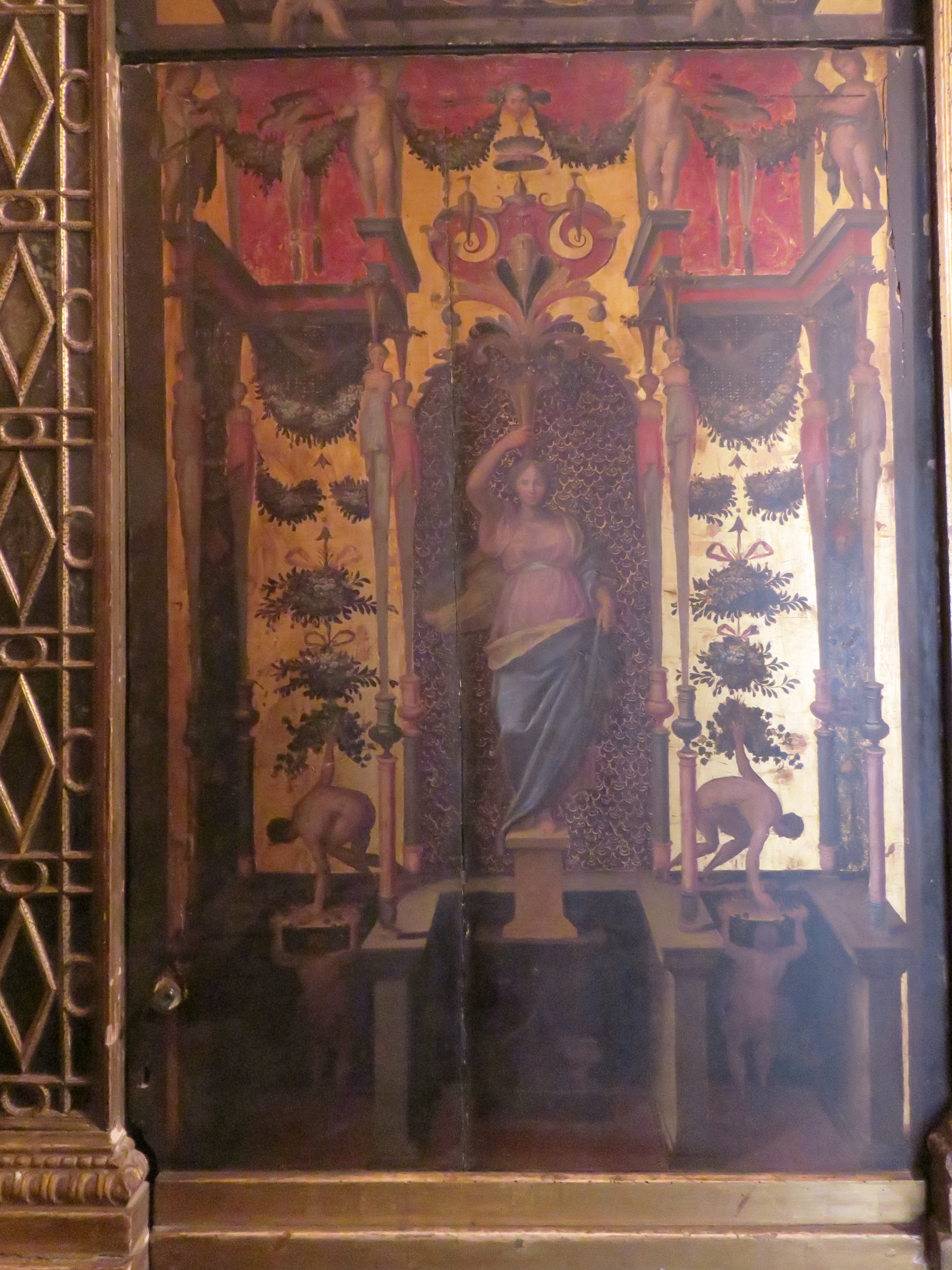
Cariatide
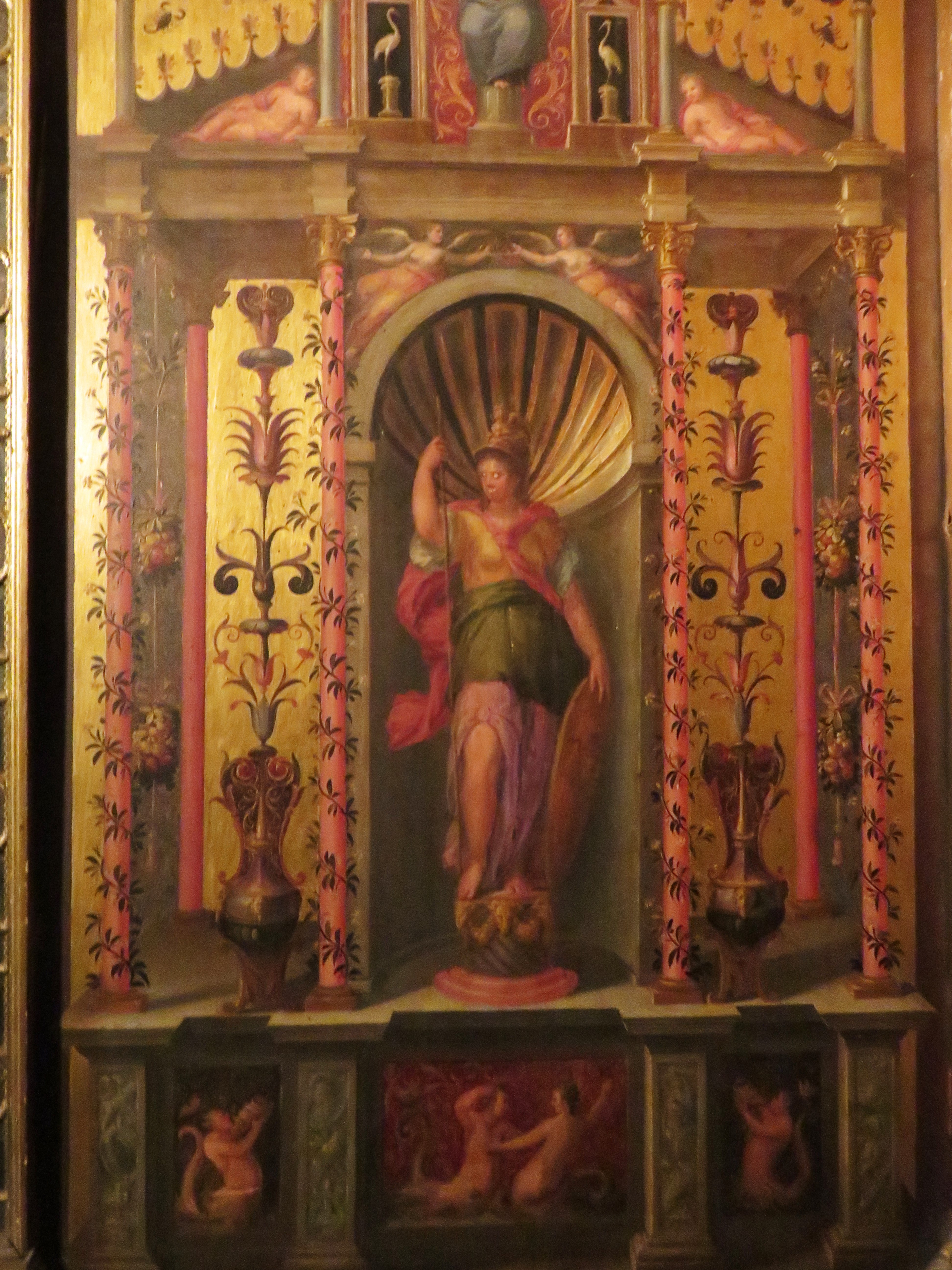
Minerva
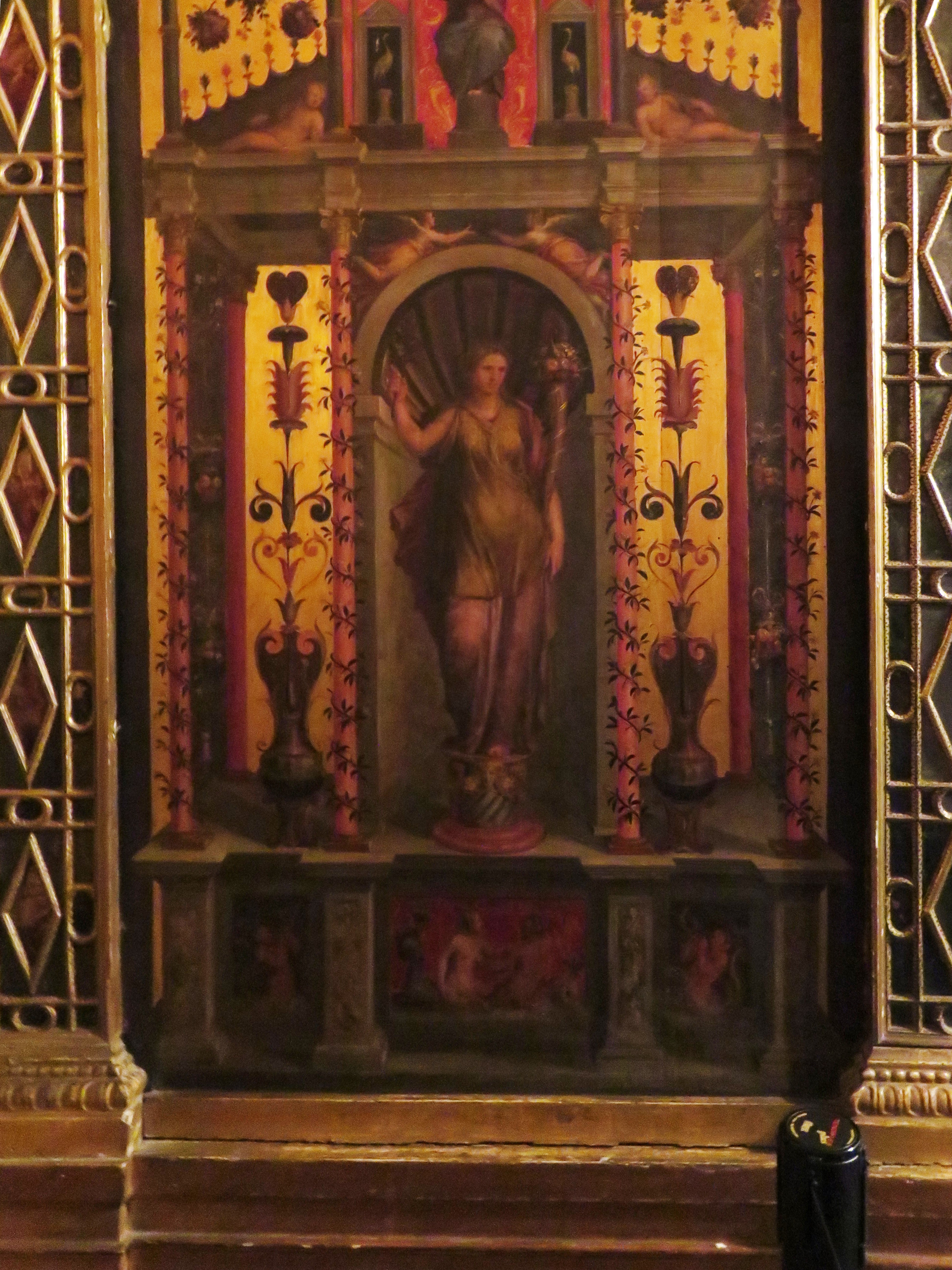
Allegoria dell'Abbondanza
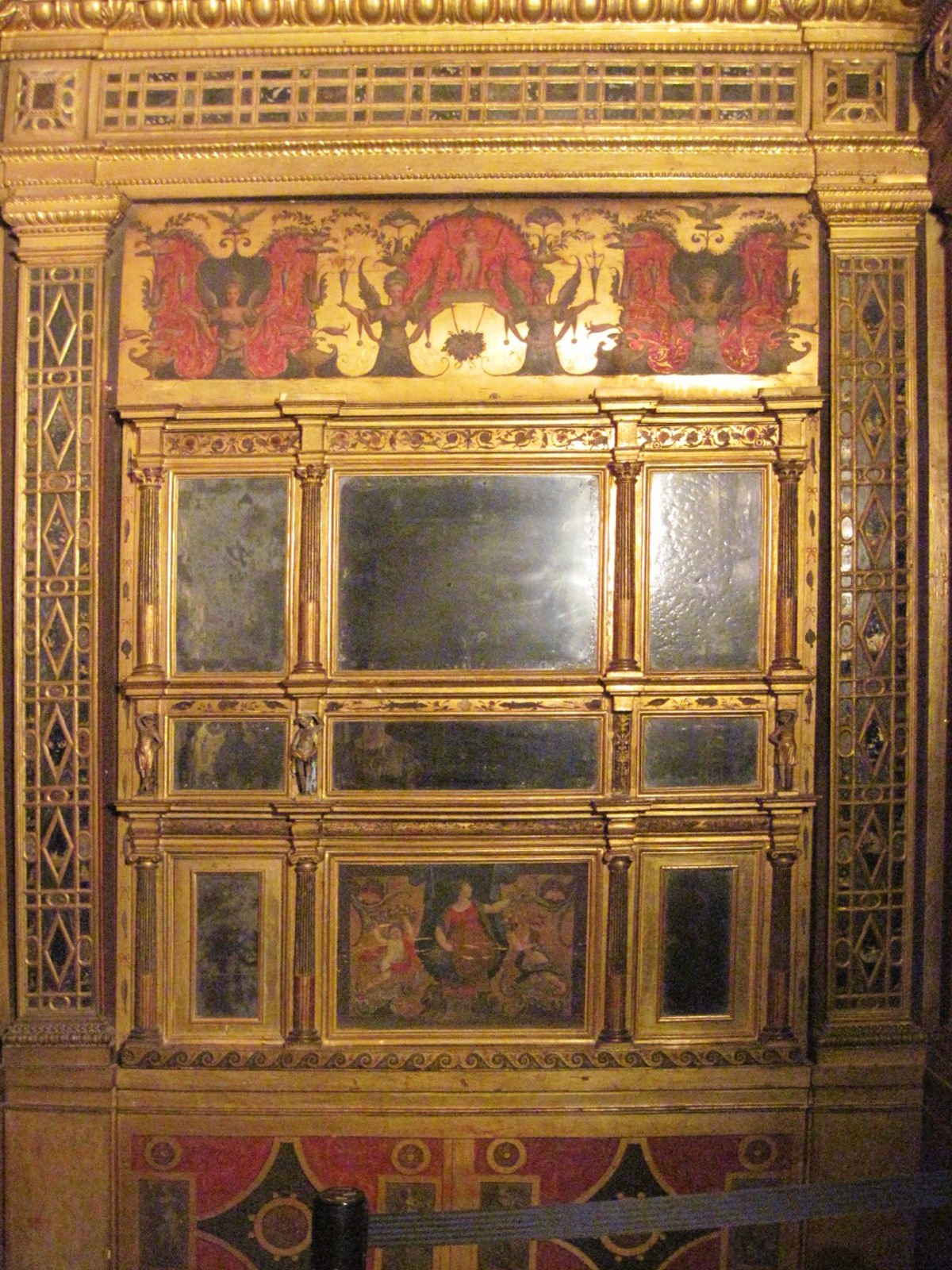
Specchio dorato adornato di colonnette e telamoni.
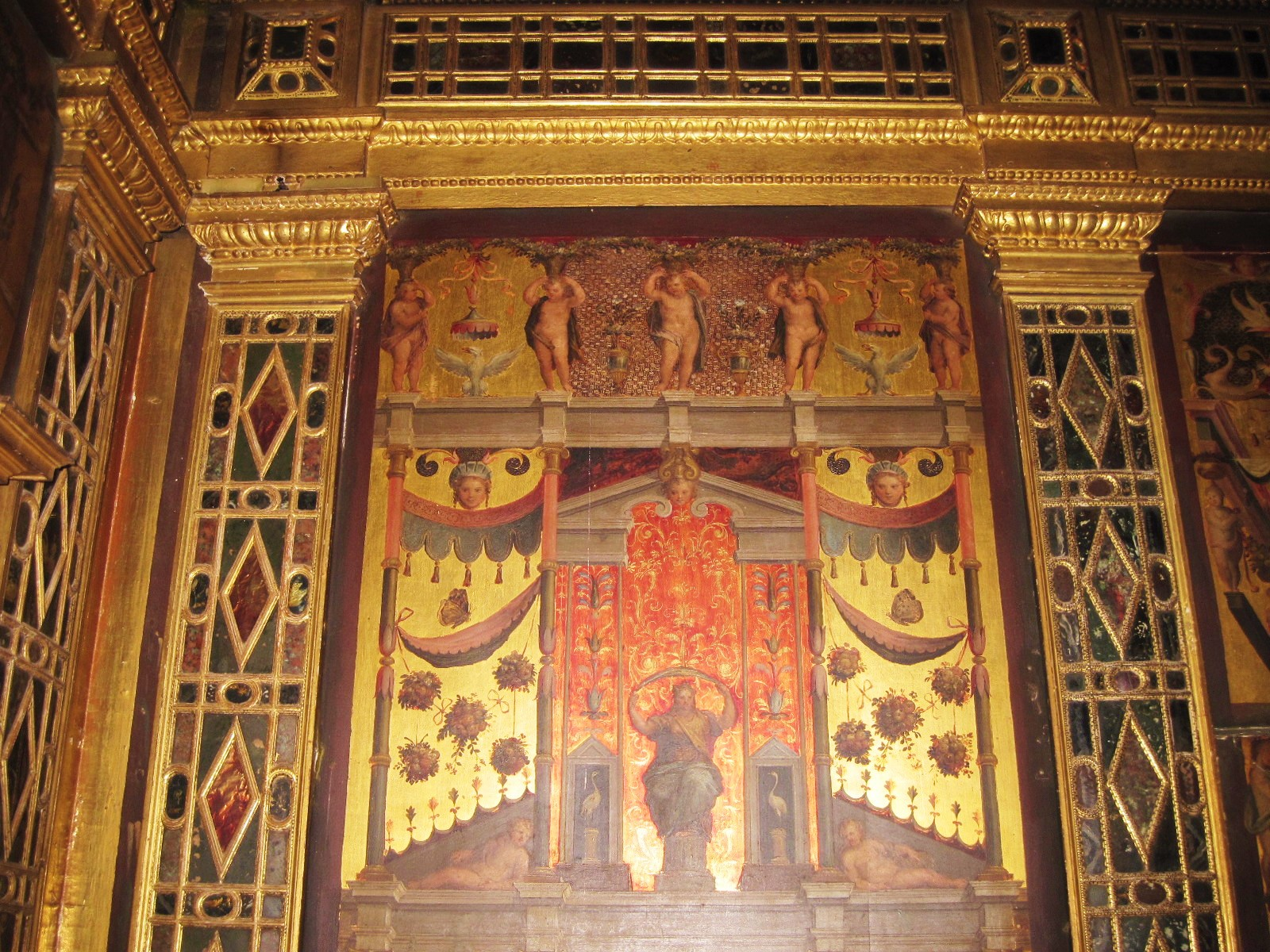
Parte alta di una parete del camerino.
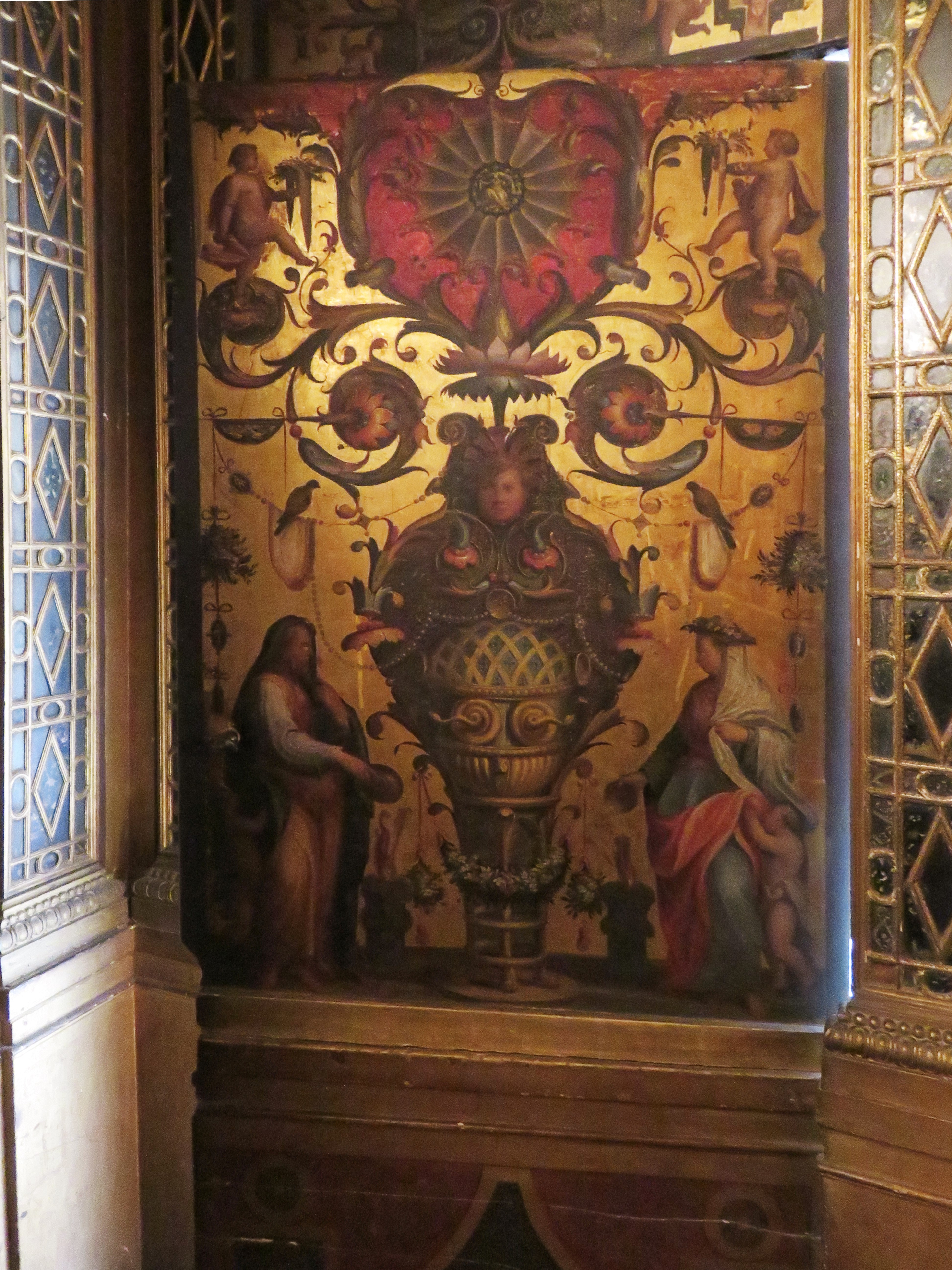
Porta di accesso al camerino.